# Kevin King
 Kevin King  (28 de febrero de 1991) es un tenista profesional estadounidense.

## Carrera
Comenzó a jugar al tenis a los cuatro años. Su padre, William, jugó al fútbol americano colegial en la Universidad de Villanova y su madre Nuala y su hermana Lara, jugaron al tenis de la universidad en la Universidad de Saint Leo. Su torneo favorito es el de Atlanta. Su ídolo de la infancia fue Pete Sampras. 
Su ranking más alto a nivel individual fue el puesto N.º 162, alcanzado el 7 de mayo de 2018. A nivel de dobles alcanzó el puesto N.º 114 el 28 de julio de 2014.
Ha ganado hasta el momento 3 título Challenger y 2 torneos futures en dobles.

### 2013
Es en este año cuando ganó su primer título de la categoría ATP Challenger Series. En el mes de septiembre se hizo con el Challenger de Quito junto al colombiano Juan Carlos Spir como pareja. Previamente habían ganado también dos torneos futures en Colombia.

### 2014
Comenzó el año disputando el Bucaramanga Open en el mes de enero nuevamente junto a Spir como pareja. Realizaron una buena actuación, llegando hasta la final. Cayeron derrotados ante los principales cabezas de serie, la pareja colombiana Juan Sebastián Cabal y Robert Farah.
Posteriormente ganó el título del Visit Panamá Cup, torneo challenger disputado en la ciudad de Chitré, Panamá. Nuevamente junto a Spir derrotaron en la final a la pareja formada por Alex Llompart y Mateo Nicolás Martínez.
En el mes de abril volvió a ganar otro challenger junto a Spir. Obtuvieron el Challenger de San Luis Potosí 2014 derrotando en la final al español Adrián Menéndez y al argentino Agustín Velotti por 6-3 y 6-4.

## Títulos; 3 (0 + 3)
| Leyenda                     | Individuales | Dobles |
| --------------------------- | ------------ | ------ |
| Grand Slam                  | 0            | 0      |
| ATP World Tour Finals       | 0            | 0      |
| ATP World Tour Masters 1000 | 0            | 0      |
| ATP World Tour 500 Series   | 0            | 0      |
| ATP World Tour 250 Series   | 0            | 0      |
| ATP Challenger Series       | 0            | 3      |

### Dobles
| N.º | Fecha      | Torneo                        | Superficie | Pareja           | Rival en la final                    | Resultado       |
| --- | ---------- | ----------------------------- | ---------- | ---------------- | ------------------------------------ | --------------- |
| 1.  | 22.09.2013 | Challenger de Quito           | Tierra     | Juan Carlos Spir | Christopher Díaz Carlos Salamanca    | 7–5, 6–79, 11–9 |
| 2.  | 01.02.2014 | Challenger de Chitré          | Dura       | Juan Carlos Spir | Alex Llompart Mateo Nicolás Martínez | 7-65, 6-4       |
| 3.  | 19.04.2014 | Challenger de San Luis Potosí | Tierra     | Juan Carlos Spir | Adrián Menéndez Agustín Velotti      | 6-3, 6-4        |